# NGC 4
NGC 4 je lečasta galaksija v ozvezdju Rib. Njen navidezni sij je 16,8m. Razdalja do galaksije ni znana.
Galaksijo je odkril Albert Marth 29. novembra 1864 istočasno kot galaksijo NGC 3 z 48 palčnim (1219 mm) reflektorjem, tedaj drugim največjim daljnogledom na svetu.